# Осама Абдулла
Осама Хуссейн Султан Абдулла (араб. أسامة حسين سلطان عبد الله; нар. 11 серпня 1970) — кувейтський футболіст, який грав на позиції захисника. Відомий за виступами в складі кувейтського клубу «Аль-Арабі» та у складі збірної Кувейту на кількох міжнародних турнірах.

## Клубна кар'єра
Осама Абдулла розпочав займатися футболом у юнацькій команді клубу «Аль-Арабі» з міста Ель-Кувейт. У професійному футболі дебютував у 1987 році в основній команді клубу «Аль-Арабі», в якій грав до закінчення кар'єри гравця в 2002 році. У складі команди 5 разів ставав чемпіоном країни, та 4 рази володарем Кубка Еміра Кувейту.

## Виступи за збірну
У 1990 році Осама Абдулла дебютував у складі збірної Кувейту. У складі олімпійської збірної брав участь у літніх Олімпійських іграх 1992 року. У складі національної збірної Абдулла брав участь в Азійських іграх, Кубку націй Перської затоки, Кубку Азії 1996 року та 2000 року. У складі збірної грав до 2002 року, разом із неофіційними матчами зіграв у її складі 95 ігор.

## Титули і досягнення
- Чемпіон Кувейту (5):

«Аль-Арабі»: 1987—1988, 1988—1989, 1992—1993, 1996—1997, 2001—2002
- Володар Кубка Еміра Кувейту (4):

«Аль-Арабі»: 1992, 1996, 1999, 2000
- Переможець Кубка націй Перської затоки: 1990, 1996, 1998